# 粵東磁廠

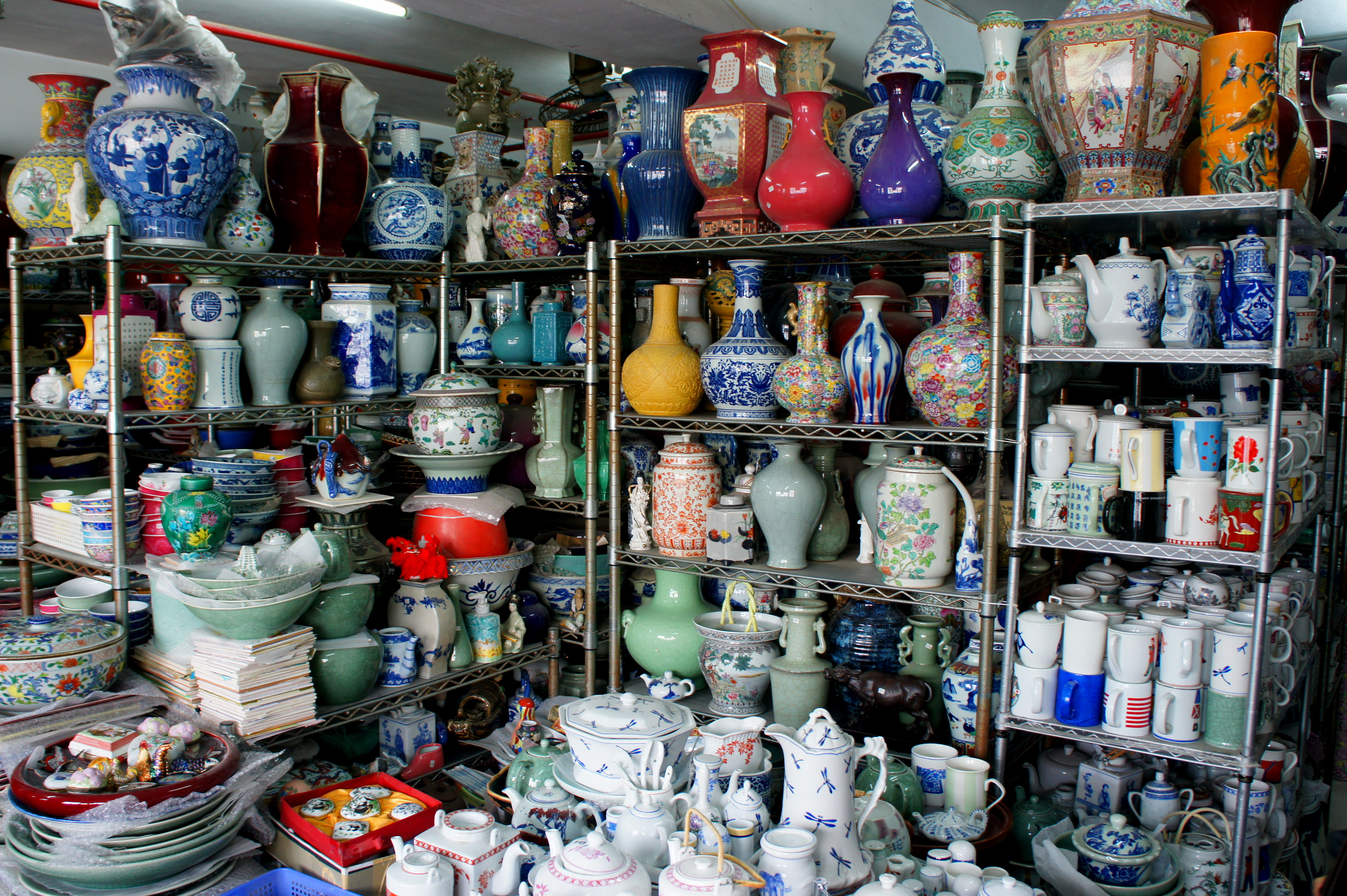
滿放各式花樽、茶壺、茶杯、碟、碗等的粵東磁廠一隅。

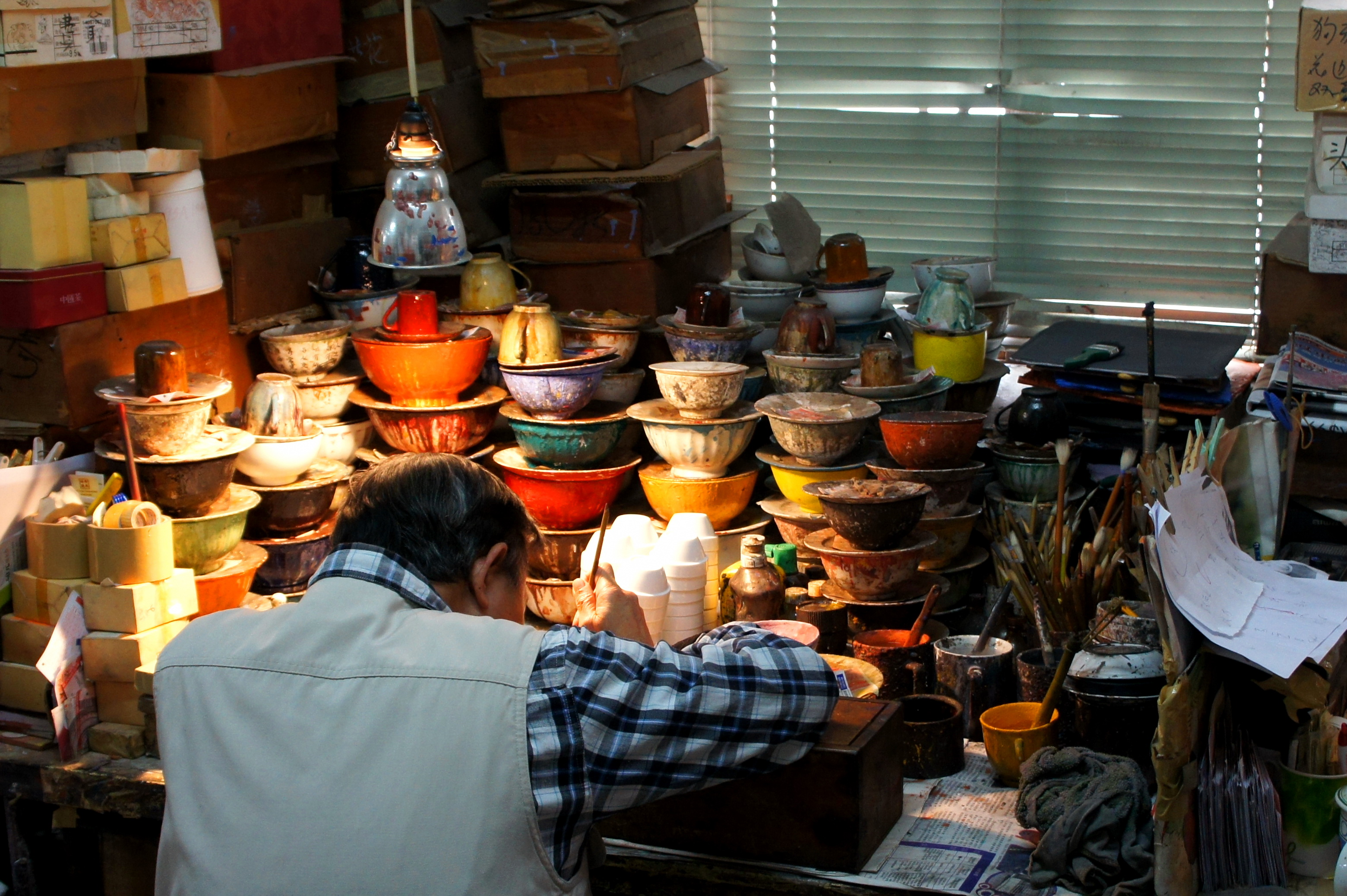
廣彩師傅在埋首工作

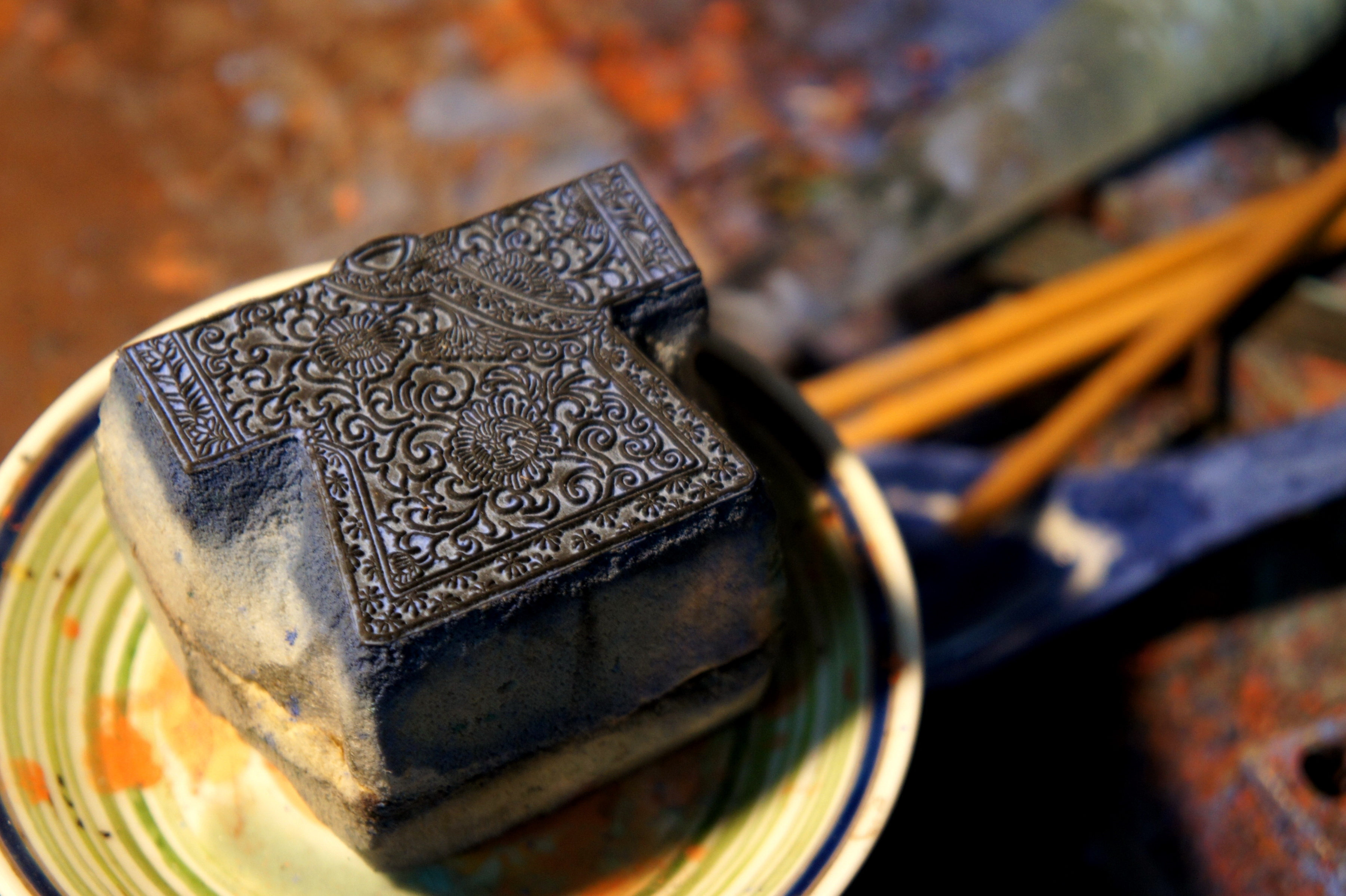
橡膠瓷器圖案印章

粵東磁廠（英語：Yuet Tung China Works）是香港一間手繪瓷器廠，廠房設於九龍灣宏開道15號九龍灣工業中心3樓。目前是香港碩果僅存的手繪瓷器廠。
粵東磁廠開業於1928年，曾是香港最大的手繪瓷器廠，全盛時期時，彩繪師傅達300人。彩繪就是以人手用毛筆在瓷坯上繪畫彩色圖案，再放入窰內燒製。圖案效果遠較印花燙印瓷器富層次和美感。而畫花的風格則是以「廣彩」為主，廣彩即廣州彩繪，始自清朝同治光緒年間。
「磁」一般是指能吸引鐵、鎳等金屬的性質，但亦通「瓷」字。磁器本來是指河北省南部磁縣磁州窯，以磁石製胚所燒製的瓷器，後來亦泛指瓷製的器具。位於重慶市的磁器口碼頭，原名應為「瓷器口」。此外，昔日的陶磁書籍多使用「磁」字，例如《磁論》。日文亦隨中華文化，目前仍沿用「磁」字（磁器 じき ）。但因該字與磁石容易混淆，現代書籍多採用「瓷」字。

## 歷史
粵東磁廠為曹侶松所創，在民國初期於廣州經營廣彩生意，從江西買入白瓷，以人手繪上花樹圖案加工後出售。因為當時廣州珠江口是中國對外的貿易特區，外國人紛紛到此買貨。及後，由於中國政局問題，於1928年與一批廣彩師傅南下，在九龍城隔坑村道開設香港第一家瓷器廠「錦華隆廣彩瓷廠」。日本侵華期間，廠房遷到九龍仔大坑東（1951-1953年）和深水埗大窩坪（1958-1985年），曹侶松退休後，由四子曹榮樞接手。粵東磁廠曾在坪洲、長洲和新加坡設有廠房。可是好景不常，隨著美國食品藥品監督管理局在1970年代禁止含鉛和鎘的手繪瓷器餐具進口，令香港廣彩出口生意一落千丈。目前位於九龍灣的廠房是於1985年時遷入，由粵東磁廠第三代傳人曹志雄帶領著幾位香港最後一代的廣彩老師傅繼續經營。經營的模式亦從早期以出口為主，轉為直銷，由客人提供圖案花樣，例如家族徽章或姓氏，直接訂貨，而客源方面則以日本和歐美較多。

## 資料來源
1. ↑  . 漢典. 2010  [2012-01-23]. （原始内容存档于2013-06-15）.
2. ↑  . 飲食男女 826期. 2011-05-27  [2012-01-23].

## 外部連結
- 粵東磁廠 （页面存档备份，存于）
- 廠長親自介紹粵東磁廠的影片 （页面存档备份，存于）
- 粵東磁廠facebook專頁 （页面存档备份，存于）

## 參看
- 廣彩